# Hoplodrina levis
Hoplodrina levis là một loài bướm đêm trong họ Noctuidae.